# Cupa României 1947/48
Der Cupa României in der Saison 1947/48 war das elfte Turnier um den rumänischen Fußballpokal und das erste nach der kriegsbedingten Unterbrechung des Wettbewerbs. Sieger wurde ITA Arad, das sich im Finale am 15. August 1948 gegen CFR Timișoara durchsetzen und damit das Double gewinnen konnte. Titelverteidiger CFR Turnu Severin war im Viertelfinale ausgeschieden.

## Modus
Die Klubs der Divizia A stiegen erst in der Runde der letzten 32 Mannschaften ein und mussten zunächst auswärts antreten. Es wurde jeweils nur eine Partie ausgetragen. Stand diese nach 90 Minuten unentschieden, folgte eine Verlängerung von 30 Minuten.

## Sechzehntelfinale
| Datum         |                          | Ergebnis             |                          |
| ------------- | ------------------------ | -------------------- | ------------------------ |
| 16. März 1948 | CSM Sighișoara           | 0:2 (0:1)            | CFR Cluj                 |
| 16. März 1948 | CAM Timișoara            | 2:0 (1:0)            | Libertatea Oradea        |
| 17. März 1948 | CFR Buzău                | 2:4 (2:0)            | ASA Bukarest             |
| 17. März 1948 | Astra Română Moreni      | 0:5 (0:3)            | CFR Bukarest             |
| 18. März 1948 | Socec Lafayette Bukarest | 4:0 (1:0)            | FC Ploiești              |
| 17. März 1948 | Metalochimic Bukarest    | 2:1 n. V. (1:1, 0:0) | RATA Târgu Mureș         |
| 17. März 1948 | UM Cugir                 | 1:4 (1:1)            | CFR Timișoara            |
| 17. März 1948 | Țesătoria Română Pitești | 1:0 (1:0)            | Distribuția Bukarest     |
| 17. März 1948 | Concordia Ploiești       | 1:4 (0:2)            | Oțelul Reșița            |
| 17. März 1948 | Foresta Reghin           | 1:3 (0:1)            | Universitatea Cluj       |
| 17. März 1948 | Ripensia Timișoara       | 1:3 (0:2)            | ITA Arad                 |
| 17. März 1948 | CFR Târgoviște           | 1:3 n. V. (1:1, 0:1) | Unirea Tricolor Bukarest |
| 17. März 1948 | CFR Turda                | 2:1 (1:0)            | CSM Mediaș               |
| 17. März 1948 | CFR Turnu Severin 1      | 1:1 n. V. (1:1, 1:0) | Jiul Petroșani           |
| 17. März 1948 | Minaur Zlatna            | 1:5 (1:1)            | Dermata Cluj             |
| 24. März 1948 | Politehnica Iași 1       | 1:1 n. V. (1:1, 1:0) | Ciocanul Bukarest        |

## Achtelfinale
| Datum          |                          | Ergebnis  |                          |
| -------------- | ------------------------ | --------- | ------------------------ |
| 21. April 1948 | Metalochimic Bukarest    | 2:4 (2:2) | Oțelul Reșița            |
| 21. April 1948 | Socec Lafayette Bukarest | 2:5 (2:2) | CFR Timișoara            |
| 21. April 1948 | Universitatea Cluj       | 2:3 (1:3) | ITA Arad                 |
| 21. April 1948 | Politehnica Iași         | 3:1 (3:0) | CFR Cluj                 |
| 21. April 1948 | Țesătoria Română Pitești | 1:0 (1:0) | CFR Bukarest             |
| 21. April 1948 | CAM Timișoara            | 3:1 (1:1) | ASA Bukarest             |
| 21. April 1948 | CFR Turda                | 9:3 (2:2) | Unirea Tricolor Bukarest |
| 21. April 1948 | CFR Turnu Severin        | 3:1 (1:0) | Dermata Cluj             |

## Viertelfinale
| Datum         |                          | Ergebnis  |                       |
| ------------- | ------------------------ | --------- | --------------------- |
| 30. Mai 1948  | CAM Timișoara            | 3:2 (2:2) | CFR Turda             |
| 13. Juni 1948 | Politehnica Iași         | 1:0 (1:0) | Metalochimic Reșița 1 |
| 24. Juni 1948 | Țesătoria Română Pitești | 0:1 n. V. | ITA Arad              |
| 27. Juni 1948 | CFR Turnu Severin        | 0:2 (0:0) | CFR Timișoara         |

## Halbfinale
| Datum          |                  | Ergebnis             |               |
| -------------- | ---------------- | -------------------- | ------------- |
| 8. August 1948 | Politehnica Iași | 2:3 n. V. (2:2, 2:0) | CFR Timișoara |
| 8. August 1948 | CAM Timișoara    | 0:6 (0:4)            | ITA Arad      |

## Finale
| Paarung        | ITA Arad – CFR Timișoara |
| Ergebnis       | 3:2 (1:2) |
| Datum          | 15. August 1948 |
| Stadion        | Stadionul Venus, Bukarest |
| Zuschauer      | 10.000 |
| Schiedsrichter | Emil Kroner (Bukarest) |
| Tore           | 0:1 Iosif Kovács (7.) 0:2 Constantin Woronkowski (8.) 1:2 Adalbert Kovacs (38.) 2:2 Ioan Reinhardt (56.) 3:2 Gheorghe Băcuț (82.)                                                                                 |
| ITA Arad       | Alexandru Marky, Moise Vass, Zoltan Farmati, Gheorghe Băcuț, Adalbert Pall, Iosif Petschovski, Adalbert Kovács, Ioan Reinhardt, Ladislau Bonyhádi, Ion Stibinger, Nicolae Dumitrescu Cheftrainer: Petre Steinbach |
| CFR Timișoara  | Aurel Boroș, Ioan Barna, Ștefan Rodeanu, Petre Cojereanu, Iosif Ritter, Constantin Woronkowski, Gheorghe Moniac, Nicolae Reuter, Iosif Kovács, Emil Avasilichioaie, Petre Bădeanțu Cheftrainer: Balázs Hoksary    |